# Le Cordon bleu
Pour les articles homonymes, voir Cordon bleu (homonymie).
Pour plus de détails, voir Fiche technique et Distribution.
Le Cordon bleu est un film français réalisé en 1931 par Karl Anton, sorti en 1932

## Fiche technique
- Réalisation : Karl Anton
- Superviseur de la réalisation : Saint-Granier
- Scénario : d'après la pièce de théâtre de Tristan Bernard créée en 1923.
- Décors : Henri Ménessier, Jacques-Laurent Atthalin
- Photographie : Willy Faktorovitch
- Musique : Francis Gromon
- Production  : Les Studios Paramount (France)
- Pays :  France
- Format :  Noir et blanc - 1,20:1 - 35 mm - son mono (Western Electric)
- Genre : Comédie
- Durée : inconnue
- Date de sortie : 
  - France - 9 janvier 1932

## Distribution
- Pierre Bertin : Oscar Ormont
- Jeanne Helbling : Irma
- Louis Baron fils : Bernereau
- Lucien Baroux : Lucien Dumorel
- Marguerite Moreno : Mme. Dumorel
- Marcel Vallée :  Dick, le détective
- Madeleine Guitty : Célestine
- Maurice Lagrenée : Arthur
- Edwige Feuillère : Régine
- Pedro Elviro : Achille
- Simone Héliard
- Jeanne Fusier-Gir